# Старгардски окръг
Старгардски окръг (на полски: Powiat stargardzki) е окръг в Северозападна Полша, Западнопоморско войводство. Заема площ от 1519,94 км2. Административен център е град Старгард Шчечински.

## География
Окръгът се намира в историческия регион Померания. Разположен е в западната част на войводството.

## Население
Населението на окръга възлиза на 120 899 души (2012 г.). Гъстотата е 80 души/км2.

## Административно деление
Административно окръгът е разделен на 10 общини.
Градска община:
- Старгард Шчечински

Градско-Селски общини:
- Община Хочивел
- Община Добжани
- Община Инско
- Община Сухан

Селски общини:
- Община Долице
- Община Кобилянка
- Община Маряново
- Община Стара Дамброва
- Община Старгард Шчечински

## Фотогалерия
- Старгард Шчечински
- Хочивел
- Добжани
- Инско
- Сухан